# Kreisamt Herborn
Das Kreisamt Herborn (auch Kreis Herborn) war 1849 bis 1854 ein Landkreis im Herzogtum Nassau mit Sitz in Herborn. 
Nach der Märzrevolution 1848 wurde die Verwaltung im Herzogtum neu geordnet. Mit Gesetz vom 4. April 1849 wurden Verwaltung und Rechtsprechung auf unterer Ebene getrennt. Die Reform trat zum 1. Juli 1849 in Kraft. Für die Verwaltung wurden 10 Kreisämter gebildet, die bisherigen Ämter als Justizämter (also Gerichte der ersten Instanz) weitergeführt.
Das Kreisamt Herborn wurde aus den bisherigen Ämtern Herborn, Dillenburg und Rennerod gebildet und war für die Verwaltungsaufgaben zuständig. Die Rechtsprechung in der untersten Instanz verblieb in den Ämtern, die nun Justizämter genannt wurden. An der Spitze des Kreisamtes stand ein Kreisamtmann (entsprechend einem Landrat) mit einem Kreissekretär als Vertreter. Neben dem ernannten Kreisamtmann wurde erstmals ein gewählter Kreisbezirksrat eingerichtet.
Die Reform wurde jedoch bereits am 1. Oktober 1854 wieder rückgängig gemacht, die Kreise wurden wieder abgeschafft und die vorigen Ämter wiederhergestellt.